# 8338 Ralhan
8338 Ralhan este un asteroid din centura principală, descoperit pe 27 martie 1985, de Copenhagen Observatory.